# Зубкова, Анастасия Викторовна
Анастаси́я Ви́кторовна Зубко́ва (род. 3 февраля 1980, Челябинск) — российская ватерполистка, участница Олимпийских игр. Заслуженный мастер спорта России.

## Карьера
На Олимпиаде в Афинах Анастасия в составе сборной России заняла 5-е место. Четырёхкратная чемпионка России с сезона 1998/99 по сезон 2001/02.
С 1995 по 2006 год выступала за команду «Уралочка-ЗМЗ», с 2006 по 2007 за «Атлон» из Палермо, с 2010 года несколько лет играла в «Югре». В настоящее время работает тренером юниорской команды «Югры».

## Образование
Окончила Уральский государственный университет физической культуры.

## Семья
Сестра-близнец Анастасии Анна также ватерполистка, выступала за сборную Казахстана.